# Hedemora landsförsamling
Hedemora landsförsamling var en församling i Västerås stift och Hedemora kommun. Församlingen uppgick 1961 i Hedemora församling.

## Administrativ historik
Hedemora landsförsamling bildades omkring 1700 genom en utbrytning ur Hedemora stadsförsamling. Församlingen var därefter till 1961 i pastorat med stadsförsamlingen vilket till 1912 även omfattade Norns bruksförsamling. 1912 uppgick Norns bruksförsamling i denna församling som sedan 1961 uppgick i Hedemora församling.

## Befolkningsutveckling
| Befolkningsutvecklingen i Hedemora landsförsamling 1820–1960                                             | Befolkningsutvecklingen i Hedemora landsförsamling 1820–1960 | Befolkningsutvecklingen i Hedemora landsförsamling 1820–1960 | Befolkningsutvecklingen i Hedemora landsförsamling 1820–1960 | Befolkningsutvecklingen i Hedemora landsförsamling 1820–1960 |
| --- | ------------------------------------------------------------ | ------------------------------------------------------------ | ------------------------------------------------------------ | ------------------------------------------------------------ |
| |                                                              |                                                              |                                                              |                                                              |
| År |                                                              |                                                              | Folkmängd                                                    |                                                              |
| 1820 | 1820                                                         |                                                              | 4 608                                                        |                                                              |
| 1830 | 1830                                                         |                                                              | 4 933                                                        |                                                              |
| 1840 | 1840                                                         |                                                              | 4 873                                                        |                                                              |
| 1850 | 1850                                                         |                                                              | 5 480                                                        |                                                              |
| 1860 | 1860                                                         |                                                              | 5 984                                                        |                                                              |
| 1870 | 1870                                                         |                                                              | 5 993                                                        |                                                              |
| 1880 | 1880                                                         |                                                              | 6 277                                                        |                                                              |
| 1890 | 1890                                                         |                                                              | 5 765                                                        |                                                              |
| 1900 | 1900                                                         |                                                              | 5 765                                                        |                                                              |
| 1910 | 1910                                                         |                                                              | 5 600                                                        |                                                              |
| 1920 | 1920                                                         |                                                              | 6 397                                                        |                                                              |
| 1930 | 1930                                                         |                                                              | 6 182                                                        |                                                              |
| 1940 | 1940                                                         |                                                              | 5 839                                                        |                                                              |
| 1950 | 1950                                                         |                                                              | 5 718                                                        |                                                              |
| 1960 | 1960                                                         |                                                              | 5 241                                                        |                                                              |
| Anm: Källor: Umeå universitet - Tabellverket 1749-1859, Demografiska databasen, CEDAR, Umeå universitet. |                                                              |                                                              |                                                              |                                                              |

## Kyrkor
- Hedemora kyrka var gemensam för lands och stadsförsamlingen